# Salih Muslim
Salih Muslim (kurd. Salih Muslim Mihemed, arab. صالح مسلم محمد; ur. 1951 w Kobanê) – kurdyjski polityk, współprzewodniczący Partii Unii Demokratycznej (PYD) w latach 2010-2017, zastępca koordynatora syryjskiego Komitetu Koordynacji na rzecz Narodowej i Demokratycznej Zmiany, jeden z najbardziej wpływowych rożawskich polityków

## Życiorys
Jest obywatelem Syrii, urodził się w syryjskiej wiosce niedaleko Kobanî w 1951. Po ukończeniu edukacji w Syrii studiował w latach 1970-1977 na Wydziale Inżynierii Chemicznej Uniwersytetu Technicznego w Stambule. Po ukończeniu studiów wyjechał na krótki okres do Londynu, następnie pracował w Arabii Saudyjskiej w latach 1978-1990, a w 1993 otworzył biuro inżynierskie w Aleppo.
Muslim z ruchem kurdyjskim pierwszy raz związał się na studiach w latach 70. Dużą inspirację wówczas stanowiły dla niego działania Mustafy Barzaniego oraz konflikt iracko-kurdyjski w Północnym Kurdystanie.

### Działalność polityczna
W 2003 Muslim dołączył do nowo utworzonej Partii Unii Demokratycznej (PYD). W ramach jej struktury zasiadał w radzie wykonawczej, a następnie w 2010 został wybrany na przewodniczącego partii. W tym samym roku, wraz z żoną Ayşe Efendi, zostali uwięzieni przez władze Syrii. Zdołali uciec do irackiego obozu Patriotycznej Unii Kurdystanu (PUK) i następnie powrócić do Al-Kamiszli w marcu 2011, niedługo po rozpoczęciu syryjskiej wojny domowej.
Pod przewodnictwem Muslima, PYD w następnych latach stała się główną partią polityczną w działaniach prowadzących do utworzenia Demokratycznej Federacji Północnej Syrii.
We wrześniu 2017 w północnej Syrii odbył się 7. kongres PYD, podczas którego wybrano dwóch nowych współprzewodniczących. Muslin od tamtego momentu działa jako przedstawiciel stosunków zagranicznych Ruchu na Rzecz Demokratycznego Społeczeństwa (TEV-DEM).

#### Działalność zagraniczna
Muslim jest rozpoznawalną osobą w europejskich stolicach oraz częstym gościem u wyższych urzędników. Regularnie udziela się w europejskich instytucjach oraz wydarzeniach politycznych, między innymi we wrześniu 2016 został zaproszony do wystąpienia w Parlamencie Europejskim.
18 marca 2017, podczas obchodów święta Newroz we Frankfurcie, Muslim zwrócił się do wielotysięcznego tłumu, że „pomimo wszystkich ataków istnieje ogromny opór. Nikt nie powinien wątpić, że sukces i zwycięstwo będą nasze”. Skrytykował wówczas niemieckie władze za zakazanie kurdyjskich symboli, mówiąc, że „Niemcy powinny były zakazać flag Turcji i grup terrorystycznych zamiast naszych flag i symboli, ponieważ walczymy na Bliskim Wschodzie nie tylko o siebie, walczymy z ISIS i terroryzmem dla całej ludzkości. Nasza walka dotyczy Europy, Zachodu i całej ludzkości”.
Muslim podkreśla, że „problem kurdyjski w Turcji i problem kurdyjski w Syrii są dwiema odrębnymi kwestiami i zostaną rozwiązane oddzielnie. Aby rozwiązać nasz problem w Syrii, musimy usiąść i porozmawiać z Syryjczykami, Arabami, Turkmenami i innymi, nie z Turcją”.
Po zamachu bombowym w Ankarze 13 lutego 2016 władze Turcji oskarżyły o zbrodnię Partię Pracujących Kurdystanu, a Ministerstwo Spraw Wewnętrznych Turcji wyznaczyło za Saliha Muslima nagrodę w wysokości 1 mln dolarów. W lutym 2018 Muslim został aresztowany przez czeską policję w Pradze. Został jednak wypuszczony decyzją sądu, co władze Turcji uznały za działanie polityczne. Turecki minister sprawiedliwości - Abdulhamit Gül, skomentował sytuację w następujący sposób: „Turcja nigdy nie zaakceptuje tej decyzji. (...) Oczekujemy, że czeskie władze zrekompensują błąd, jakim było uwolnienie kurdyjskiego przywódcy partii PYD”.

## Życie prywatne
Żoną Saliha Muslina jest Ayşe Efendi, która pełni m.in. funkcję współprzewodniczącej Ludowego Zgromadzenia Kobanê.
W dniu 9 października 2013 syn Saliha Muslina - Shervan, który walczył w szeregach Powszechnych Jednostek Ochrony, zginął w okolicach Tell Abyad podczas starć z Dżabhat an-Nusra. Został pochowany w rodzinnym mieście Kobanê. W jego pogrzebie uczestniczyły tysiące ludzi.